# The Canadian Mineralogist
The Canadian Mineralogist («Канадський мінералог») — рецензований науковий журнал, створений у 1962 році. У цьому двотижневому журналі публікуються дослідницькі статті в галузі мінералогії, петрології, кристалографії, економічної геології, геохімії та прикладної мінералогії.
За даними Journal Citation Reports, імпакт-фактор для цього журналу становив 1,398 у 2018 році. Зараз редакторами є Ендрю А. Макдональд (Лаврентійський університет, Канада) та Стефен А. Превек (Університет Родса, ПАР).